# Mendoza zebra
Mendoza zebra är en spindelart som först beskrevs av Logunov, Wesolowska 1992.  Mendoza zebra ingår i släktet Mendoza och familjen hoppspindlar. Inga underarter finns listade i Catalogue of Life.